# Palacio de Convenciones de Belén
El Palacio de Convenciones de Belén (en árabe: صر المؤتمرات بيت لحم) es una instalación que funciona como un centro de convenciones en Belén una localidad de Palestina. El Palacio de Convenciones se estableció a cuatro kilómetros de la Iglesia de la Natividad en la ciudad bíblica e histórica de Belén. El edificio cuenta con una sala principal de reuniones, sala de exposiciones, teatro, salas de reuniones, jardines, sala de oración interreligiosa y cafetería. 
El diseño principal del Palacio de Convenciones es la integración arquitectónica entre el Palacio y los monumentos vecinos, es decir el Qal'at Murad (el "castillo del Sultán Murad" ), el Centro de Artesanía y las Piscinas de Salomón. Lo más importante es que la construcción conserva el carácter histórico y arqueológico de la zona. Un surtido de piedras palestinos originales fue utilizado en la construcción del Palacio de Convenciones, con piedras de diferentes tamaños y colores que fueron traídos de diferentes partes de los territorios palestinos.